# 파호 (바둑)
파호 또는 파가는 두눈을 내지 못하도록 상대의 급소에 두어 집 모양을 깨뜨리는 것이다.